# Tyler Wilkerson
Tyler Wilkerson (Lexington, 25 luglio 1988) è un cestista statunitense.